# Tianjin Department Store
Le Tianjin Department Store (天津百货大楼) est un gratte-ciel de 150 mètres de hauteur sur 38 étages, situé à Tianjin dans le Nord de la Chine. L'immeuble a été achevé en 1997.
Il abrite des commerces et des bureaux.
La surface de plancher de l'immeuble est de 103 000 m2.
L'architecte est l'agence Beijing Institute of Architectural Design.